# 鴨嘴小眼淵魚
鴨嘴小眼淵魚（学名：Bathymicrops regis）為輻鰭魚綱仙女魚目青眼魚亞目爐眼魚科的一種，分布於大西洋中洋脊海域，屬深海底棲性魚類，深度3300-5782公尺，體長可達11.7公分，棲息在底層水域，以甲殼類為食，生活習性不明。